# Zikim
Zikim (hebrejsky זִיקִים‎, doslova „Záblesky“, v oficiálním přepisu do angličtiny Ziqim) je vesnice typu kibuc v Izraeli, v Jižním distriktu, v Oblastní radě Chof Aškelon.

## Geografie
Leží v nadmořské výšce 24 metrů v pobřežní nížině, v regionu Šefela. Kibuc leží v pásu zemědělsky obdělávané půdy, který v této lokalitě proniká podél vádí Nachal Šikma až téměř k mořskému pobřeží, ale je na obou stranách sevřen bloky písečných dun. Na Nachal Šikma se poblíž obce nachází umělá vodní nádrž Ma'agar Šikma.
Obec se nachází 2 kilometry od břehu Středozemního moře, cca 57 kilometrů jihojihozápadně od centra Tel Avivu, cca 69 kilometrů jihozápadně od historického jádra Jeruzalému a 7 kilometrů jihozápadně od města Aškelon. Zikim obývají Židé, přičemž osídlení v tomto regionu je etnicky převážně židovské.
Zikim je na dopravní síť napojen pomocí lokální silnice číslo 3411.

## Dějiny
Zikim byl založen v roce 1949. Novověké židovské osidlování tohoto regionu začalo po válce za nezávislost tedy po roce 1948, kdy oblast ovládla izraelská armáda. Kibuc byl součástí bloku židovských vesnic zřízených tehdy nedaleko severního okraje pásma Gazy. Jeho zakladateli byla skupina členů levicového sionistického hnutí ha-Šomer ha-Ca'ir z řad Židů z Rumunska. Ti už roku 1944 po osvobození Rumunska zformovali kolektiv. V letech 1945–1948 pak postupně přesídlili do tehdejší mandátní Palestiny. 14. února 1949 pak zřídili v této lokalitě samostatnou vesnici.
Počátkem 50. let 20. století prošel kibuc rozkolem kvůli odlišnému hodnocení míry potřebné socializace izraelské společnosti a její orientace na SSSR. Následoval odchod části ideologicky nespokojených obyvatel. Populace vesnice pak musela být posílena příchodem nových osadnických skupin. Jméno kibucu odkazuje na hebrejský výraz „zik“ označující záblesk. Podle jiného výkladu jde o překlad jména marxistických novin Iskra vydávaných počátkem 20. století Vladimirem Iljičem Leninem.
Roku 2000 prošel kibuc reformou, při níž se zbavil většiny prvků kolektivismu ve svém hospodaření. Vesnice je pro blízkost pásma Gazy opakovaným terčem raket Kassám, které jsou odpalovány z nedalekého pásma Gazy ovládaného hnutím Hamás. Dne 21. prosince 2010 dopadla jedna z raket u místní školky, kde její šrapnely zranily čtrnáctiletou dívku.
V obci fungují sportovní areály, plavecký bazén a zdravotní středisko.

## Demografie
Podle údajů z roku 2014 tvořili naprostou většinu obyvatel v Zikim Židé (včetně statistické kategorie "ostatní", která zahrnuje nearabské obyvatele židovského původu ale bez formální příslušnosti k židovskému náboženství).
Jde o menší obec vesnického typu s dlouhodobě rostoucí populací. K 31. prosinci 2014 zde žilo 622 lidí. Během roku 2014 populace stoupla o 3,8 %.
| Rok            | 1961 | 1972 | 1983 | 1995 | 2001 | 2003 | 2004 | 2005 | 2006 | 2007 | 2008 | 2009 | 2010 | 2011 | 2012 | 2013 | 2014 |
| -------------- | ---- | ---- | ---- | ---- | ---- | ---- | ---- | ---- | ---- | ---- | ---- | ---- | ---- | ---- | ---- | ---- | ---- |
| Počet obyvatel | 145  | 230  | 361  | 332  | 354  | 343  | 347  | 370  | 385  | 400  | 416  | 416  | 459  | 513  | 568  | 599  | 622  |